# Weltpresse
Die Weltpresse war eine von 1945 bis 1958 in Wien und anfänglich auch in Graz erscheinende Tageszeitung.
Das Blatt wurde vom britischen Informationsdienst gegründet und erschien erstmals am 18. September 1945. Als Chefredakteur fungierte Kurt Caro. Die Zeitung vertrat die Auffassungen der britischen Labourregierung und stand der österreichischen Sozialdemokratie nahe. Die letzte Ausgabe unter britischer Eigentümerschaft erschien am 31. August 1950. Danach wurde das Blatt vom Verlag der Welt am Montag herausgegeben und in der Druckerei des Vorwärts-Verlages der SPÖ gedruckt. Vom 1. März 1957 an wurde das Blatt, das  von einer ÖGB-nahen Gruppe übernommen worden war, bei  Fritz Molden gedruckt, aber bereits mit 25. März 1958 eingestellt. Als Nachfolgeblatt für die Weltpresse und den Bild-Telegraf erschien ab 26. März 1958 der  Express.
In der Weltpresse tätig waren unter anderem die Journalisten Ernst Hagen, Theodor Ottawa und Richard Nimmerrichter.